# Apple Valley (Dakota del Norte)
Apple Valley es un lugar designado por el censo ubicado en el condado de Burleigh en el estado estadounidense de Dakota del Norte. En el Censo de 2020 tenía una población de 194 habitantes y una densidad poblacional de 510,53 habitantes por km². Fue incluido como CDP en el censo de 2020.

## Geografía
Apple Valley se encuentra ubicado en las coordenadas 46°49′20″N 100°35′53″O / 46.82222, -100.59806. Según la Oficina del Censo de los Estados Unidos,  tiene una superficie total de 0,38 km², todos correspondientes a tierra firme.